# Ruki Tomita
Ruki Tomita (冨田るき?, Tomita Ruki) (Myōkō, 28 dicembre 2001) è una snowboarder giapponese, specializzata nell'halfpipe.

## Biografia
Originaria di Myōkō e attiva in gare FIS dal febbraio 2015, Ruki Tomita ha debuttato in Coppa del Mondo il 14 dicembre 2019, giungendo 12ª nell'halfpipe di Copper Mountain vinto dalla spagnola Queralt Castellet. L'8 gennaio 2022 ha ottenuto, a Mammoth Mountain, la sua prima vittoria, nonché il suo primo podio, nel massimo circuito.
In carriera ha preso parte ad un'edizione dei Giochi olimpici invernali, a Pechino 2022, giungendo quinta nell'halfpipe, e non ha mai debuttato ai Campionati mondiali di snowboard.

## Palmarès

### Coppa del Mondo
- Miglior piazzamento in classifica generale freestyle: 18ª nel 2023
- Miglior piazzamento nella Coppa del Mondo di halfpipe: 5ª nel 2023
- 2 podi:
  - 1 vittoria
  - 1 terzo posto

#### Coppa del Mondo - vittorie
| Data           | Luogo            | Paese       | Disciplina |
| -------------- | ---------------- | ----------- | ---------- |
| 8 gennaio 2022 | Mammoth Mountain | Stati Uniti | HP         |

Legenda:

HP = Halfpipe